# Freigehege
Ein Freigehege ist – in Abgrenzung zur Käfighaltung – ein umzäuntes Gehege im Freien für Tiere in Zoos oder privaten Gärten.
Für Haustiere handelt es sich meistens um eine im Garten umzäunte Fläche, in der bodennahe Tiere wie z. B. Kaninchen und Meerschweinchen frei laufen können. Sie sind nicht überdacht, da die Tiere nicht fliegen können.
Bei Vögeln spricht man von einer Voliere, die nach oben hin geschlossen ist.
In der Massentierhaltung spricht man von Freilandhaltung.